# Can Coromines (Bigues)
Can Coromines és una masia del poble de Bigues, en el terme municipal de Bigues i Riells, a la comarca catalana del Vallès Oriental.
Està situada a llevant del Rieral de Bigues, a l'esquerra del Tenes i a ponent de la urbanització de Can Barri. Queda a prop i al sud-est de la Figuera, a llevant de Vil·la Carlota i al nord-oest de Can Quimet.
És la seu de la Policia Municipal de Bigues i Riells.